# Daniel P. Aldrich
Daniel P. Aldrich (1974, Estados Unidos) é um cientista político norte-americano. Atualmente, é professor de ciência política e de políticas públicas da Northeastern University.